# Весело-Мирське (заказник)
Весело-Мирське — ландшафтний заказник місцевого значення в Україні. Розташований біля села Гречанівка Гадяцького району Полтавської області.
Площа - 65,5 га. Створено згідно з Рішенням Полтавської обласної ради від 30.01.1998 року. Перебуває у користуванні Гречанівської сільської ради. Входить до складу Гадяцького регіонального ландшафтного парку.
Охороняється розгалужена балкова система з добре збереженою лучно-степовою рослинністю. Балка простягається із заходу на схід, по її днищу протікає мала річка, що влітку пересихає. 
На схилі північної експозиції (ухил 25-30°) зростають угруповання костриці валіської, тонконогу вузьколистого, стоколосу безостого. На початку літа квітують шавлія гайова та поникла. Фонові види різнотрав'я: чебрець Маршалла, люцерна румунська, перстач сріблястий, суниці зелені, парило звичайне, заяча конюшина багатолиста, різак звичайний, чистець трансильванський, дзвоники сибірські, дивина фіолетова та ін. Також зростають конюшина гірська, конюшина альпійська, жовтець ілірійський, горобинець волосистий. Окремі куртини формують астрагал шерстистоквітковий, сон лучний, брандушка різнобарвна та гіацинтик блідий.
На протилежному схилі північної експозиції рослинний покрив утворюють інші степові види: анемона лісова, шолудивник Кауфмана, дзвоники розлогі, звіробій звичайний, гадючник звичайний, рутвиця мала. Виявлена куртина регіонально рідкісної степової рослини льону австрійського, трапляються угруповання ковили волосистої з участю інших злаків — костриця валіська та кипець гребнястий, а також степового різнотрав'я — зіновать австрійська, чистець трансильванський, смілка звичайна. 
Найрізноманітніше за видовим складом різнотрав'я на схилі західної експозиції. На фоні злаків зростають куртини шавлії лучної та смілки пониклої. Різнотрав'я формують типові (залізняк бульбистий, конюшина гірська, смілка звичайна) та рідкісні (горошок паннонський, горицвіт весняний, півники угорські, анемона лісова, степові рослини. Трапляються ковила пірчаста, родовик лікарський, первоцвіт весняний та гірчак зміїний — цінні лікарські рослини, що охороняються в Полтавській області.
Загалом у заказнику зростає близько 500 видів судинних рослин, з них 26 рідкісних. Зокрема, один вид (астрагал шерстистоквітковий) занесено до Європейського Червоного списку, 6 видів (астрагал шерстистоквітковий, брандушка різнобарвна, сон лучний, ковила волосиста, ковила пірчаста та горицвіт весняний) — до Червоної книги України та 20 — до регіонального списку рідкісних видів. Угруповання ковили волосистої та пірчастої занесені до Зеленої книги України.
У флорі заказника виявлено 81 вид лікарських рослин, найчисельніші з них - в'язіль барвистий, деревій майже звичайний, конюшина лучна, морква дика, пирій повзучий, підмаренник справжній, суниці лісові, полин австрійський та ін.).